# Concerto pour un exil
Pour plus de détails, voir Fiche technique et Distribution.
Concerto pour un exil est un moyen métrage franco-ivoirien réalisé par Désiré Écaré en 1968.

## Synopsis
Sur un ton aigre-doux, Concerto pour un Exil, présente la vie de quatre Africains à Paris : le séducteur, le balayeur, le syndicaliste, l’étudiant. Les personnages se cherchent, s’appellent, vont et viennent accompagnés par la nostalgie.

## Fiche technique
- Réalisation : Désiré Écaré
- Image : Toussaint Bruschini, Tristan Burgess
- Montage : Désiré Ecaré
- Type : 16 mm
- Durée : 42 minutes
- Production : Argos Films, Les Films de la lagune (Côte d'Ivoire)
- Date de sortie : septembre 1969
- Le film a été restauré en 2022 à l'initiative d'Argos Films avec l'aide de la Cinémathèque Afrique de l'Institut français. La numérisation 4K à partir du négatif 16 mm d'origine pour l'image et du négatif 35 mm pour le son, la restauration numérique ainsi que l'étalonnage du film ont été réalisés chez Eclair Classics[1].

## Distribution
- Musaev Ibrahim
- Claudia Chazel
- Hervé Denis
- Henri Duparc
- Michael Lonsdale

## Distinctions
- Grand prix du court métrage au Festival international du jeune cinéma de Hyères de 1968.